# Kury czubate

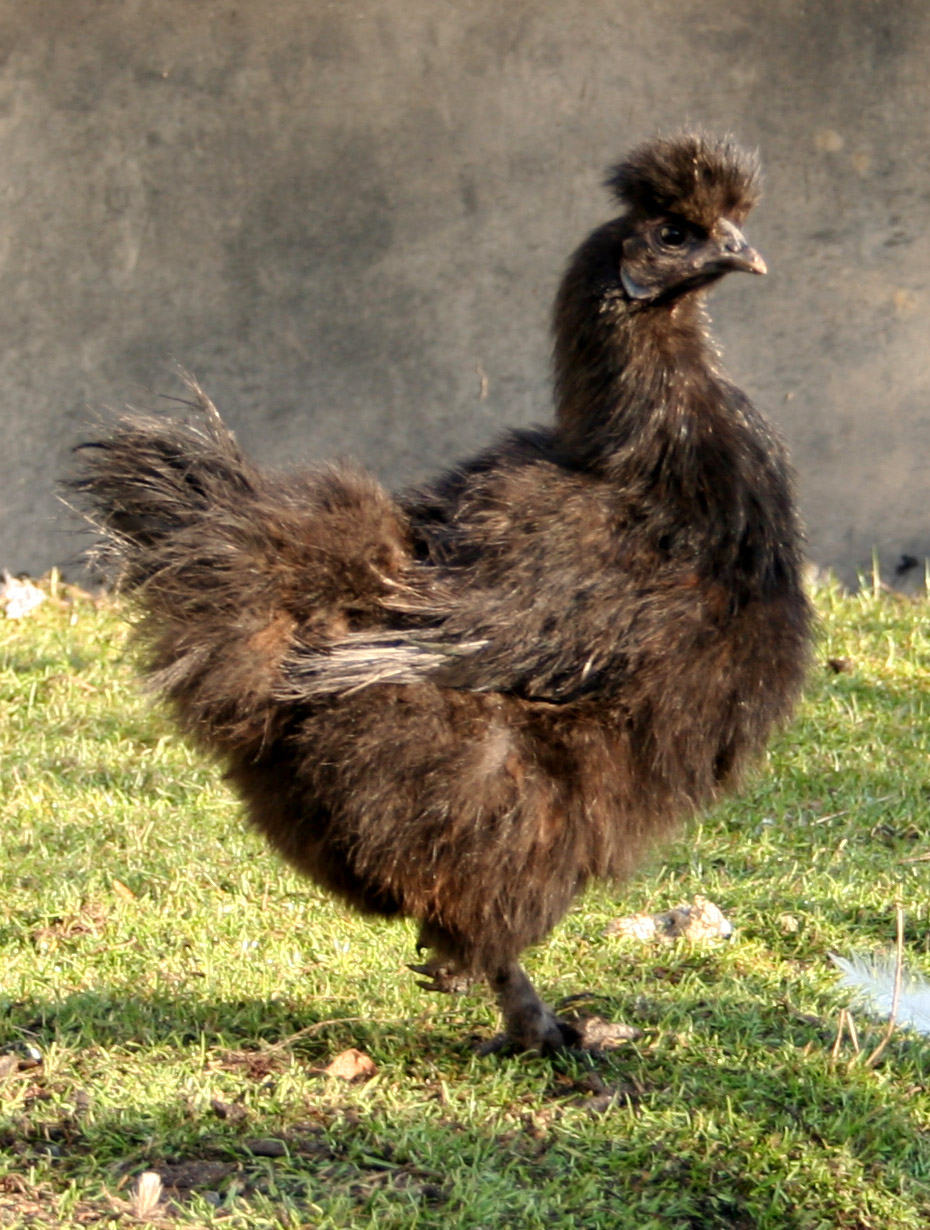
Kura jedwabista miniaturowa

Kury czubate – kury, charakteryzujące się, zgodnie z nazwą czubem dużym (houdan), lub małym (jitokko). W XVI wieku wędrowne ludy Mongolii przybyły do Polski, powstała czubatka polska. Później czubatka polska powędrowała dalej na zachód, i powstały rasy takie jak: brabanty, brabanty zagrodowe, altsteirer, polverary i appenzelerskie. Kury czubate zostały też w Azji, pod postacią jitokko oraz kur jedwabistych.

## Trzy rasy

### Sułtan
Rasa ta pochodzi z Azji. Sułtany mają brodę, nogi z sępimi piórami i pięć palców. Standardy dopuszczają tylko barwę białą, ale są też kury żółte i czarne.
Masa ciała: ok. 1,5 kg.
Barwa jaj – biała.

### Kura pawłowska
Kury pawłowskie pochodzą prawdopodobnie z Rosji. Czub jest stojący, jego przednia część nieco nachylona do przodu. Ta rasa kur prawdopodobnie jest pierwszą kurą czubatą. Ma pięć palców.

### Kura jedwabista
Na dalekim wschodzie znane są już od tysiąca lat. Pochodzą z Azji południowej. Mają ciemnoniebieską skórę i pięć palców. Bardzo ufne kurki.

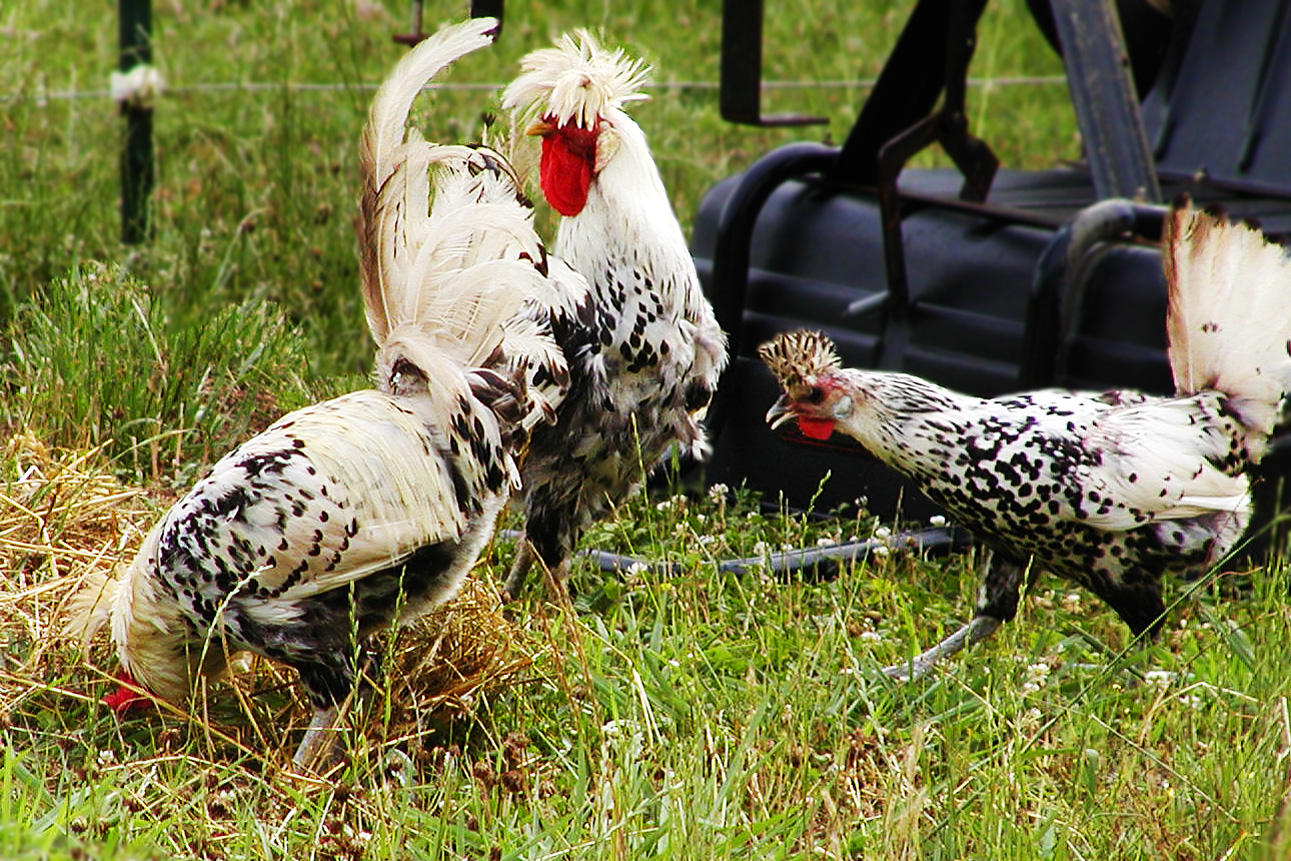
Appenzellery (appenzellerskie)

## Lista ras kur czubatych
- Altsteirer
- Annaberska
- Appenzelerska
- Brabant
- Crevecoeur
- Czubatka polska
- Houdan (rasa kur)
- Jitokko
- Karzełek birmański
- Kura jedwabista
- Kura jedwabista miniaturowa
- Kura pawłowska
- Polverara (rasa kur)
- Sułtan (rasa kur)

## Galeria

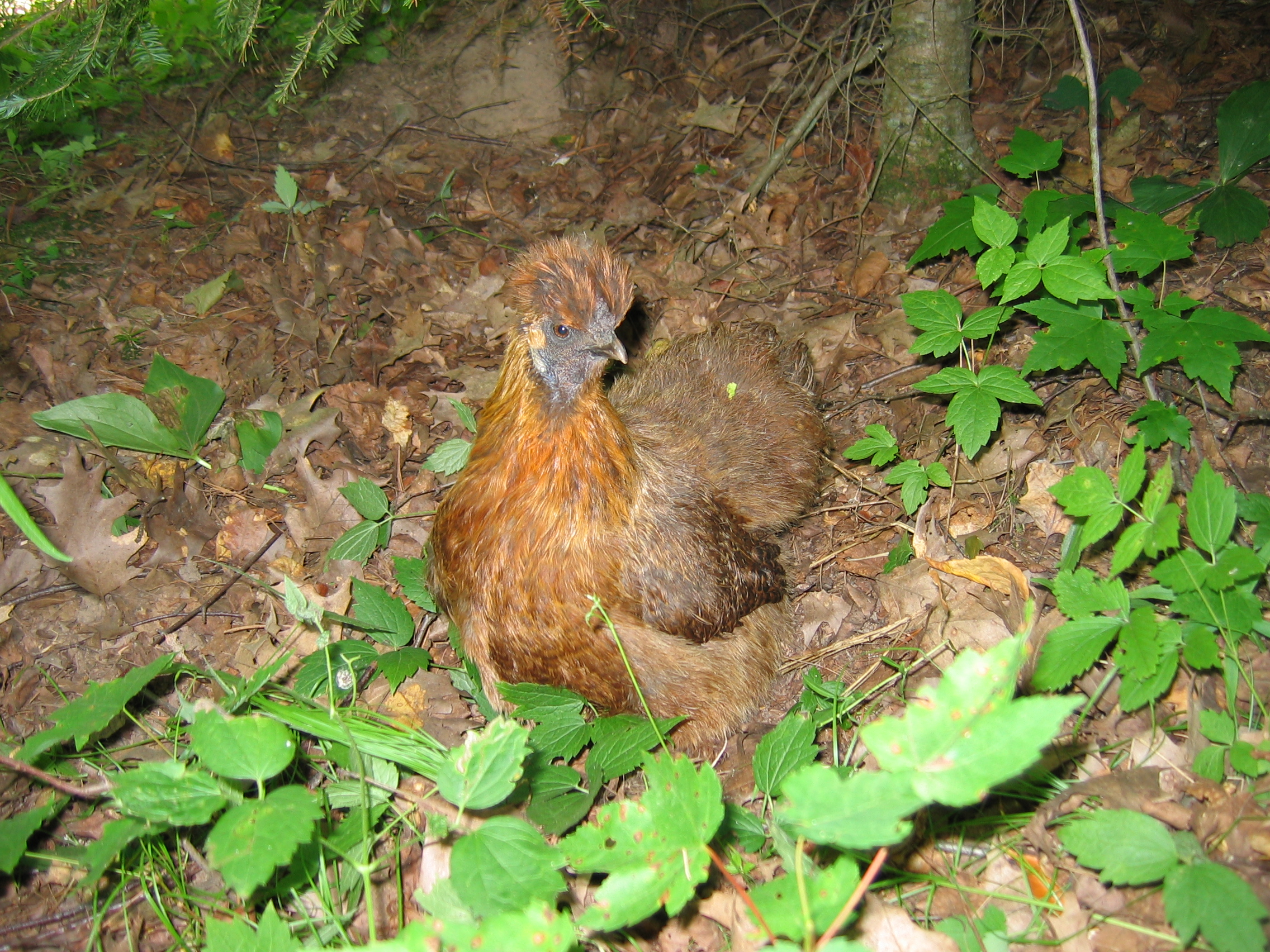
kura jedwabista
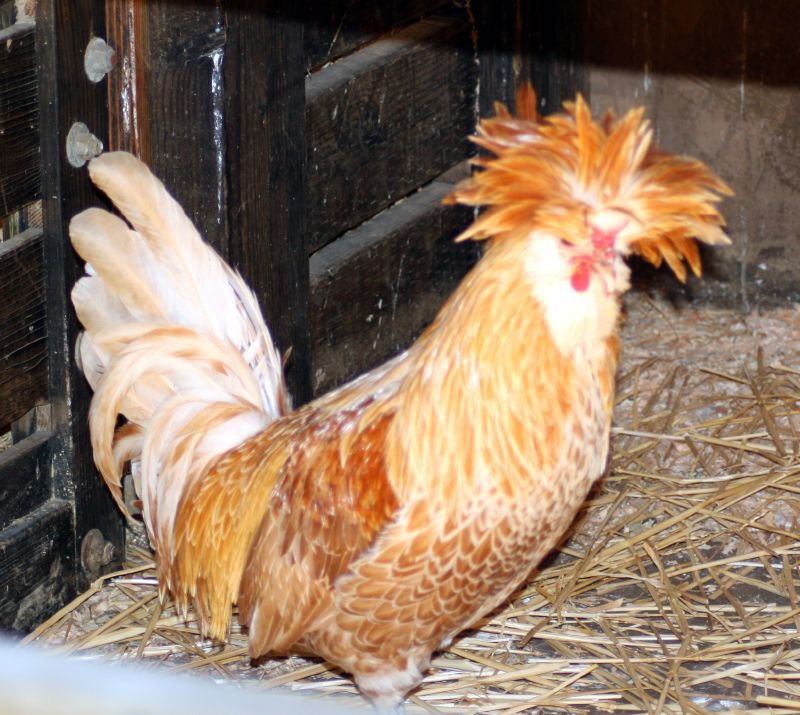
czubatka polska
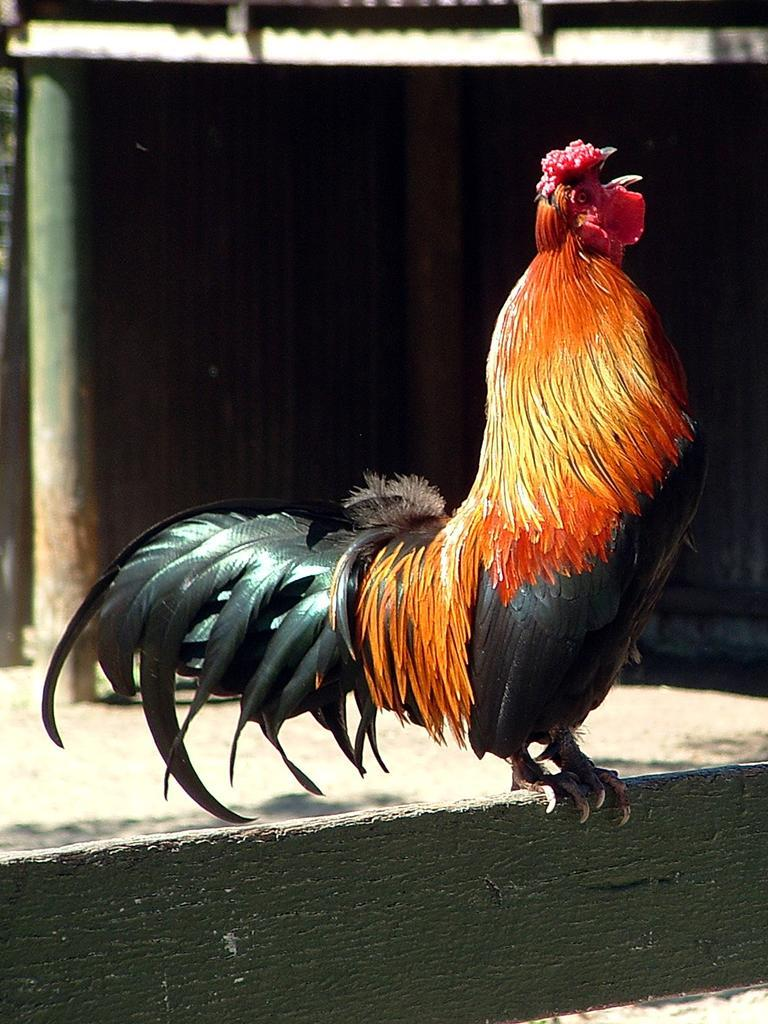
jitokko
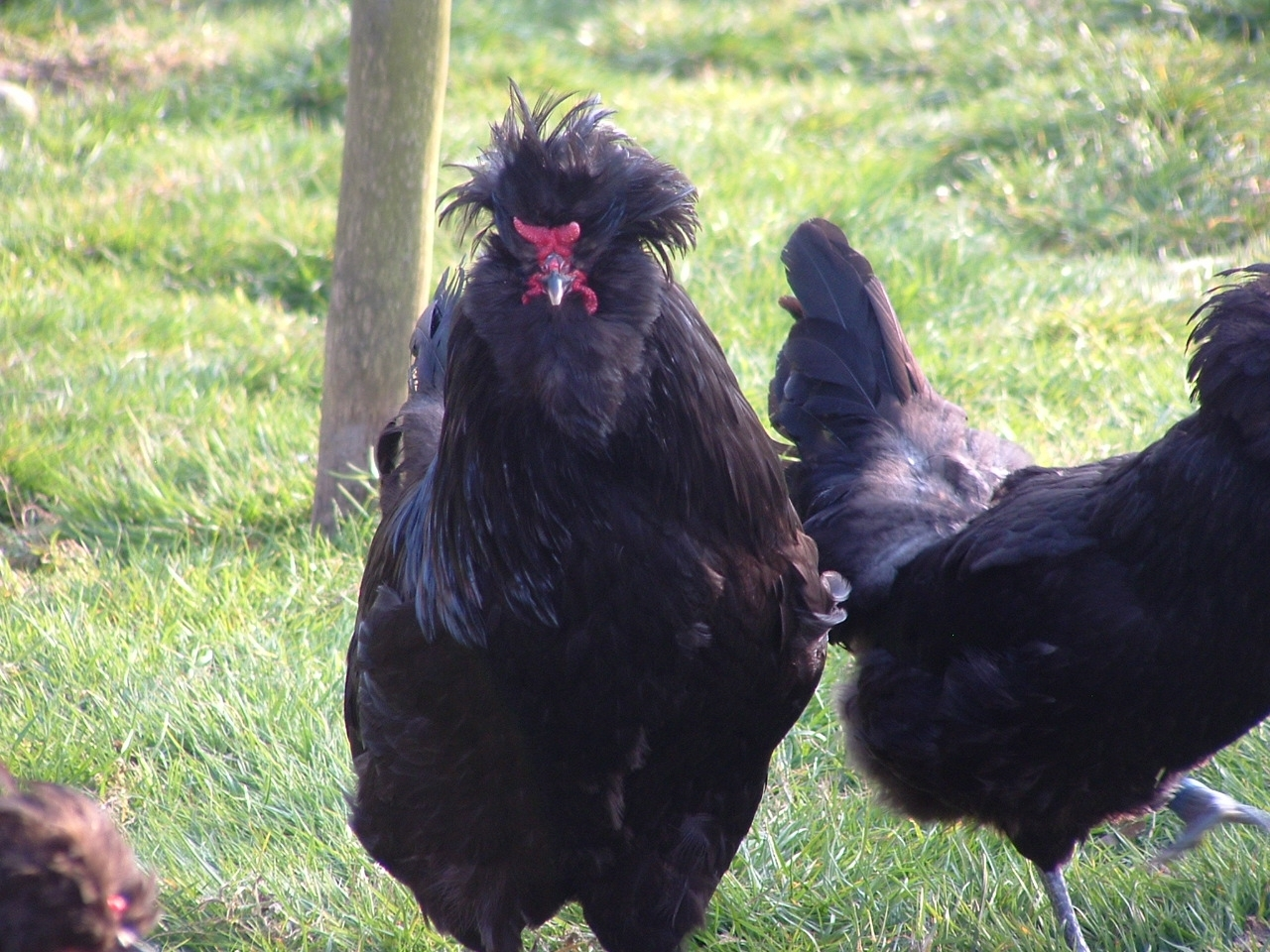
crevecoeur
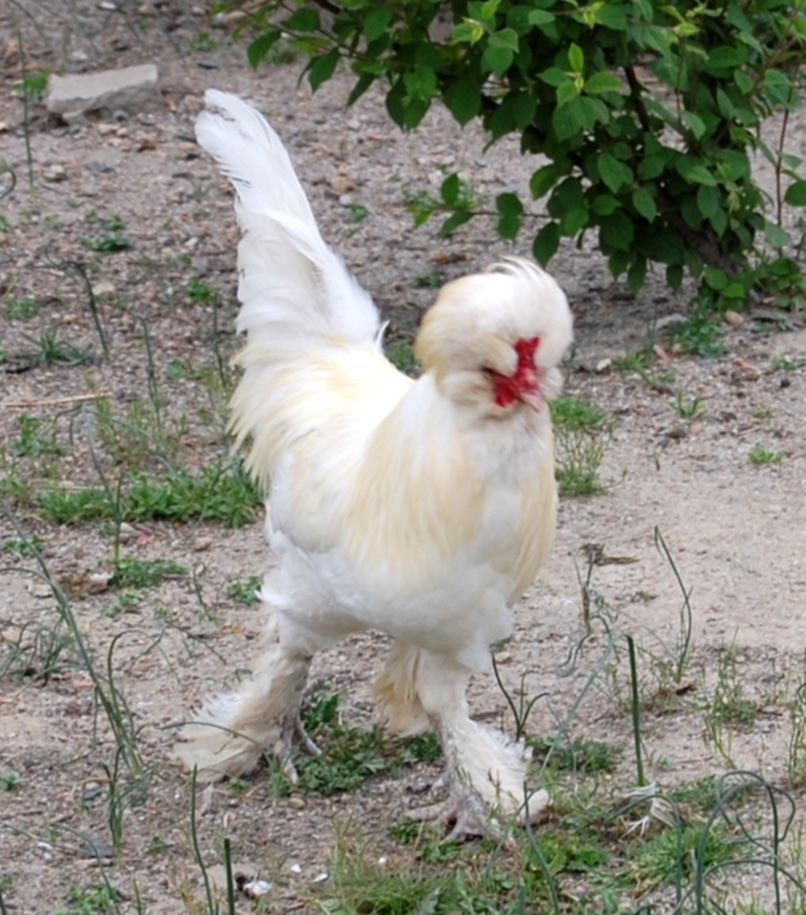
Sułtan